# محمدجمیل عندلیبی
محمد جمیل عندلیبی زمین‌شناس، محقق، استاد دانشگاه و بنیان‌گذار سازمان زمین‌شناسی ایران مرکز شیراز می‌باشد.

## زندگینامه و تحصیلات
محمد جمیل عندلیبی در تاریخ ۱۳۲۹/۶/۱۷ در سنندج چشم به جهان گشود. در سال ۱۳۵۸ موفق به دریافت مدرک کارشناسی زمین شناسی، در سال ۱۳۷۰ موفق به اخذ مدرک کارشناسی ارشد رسوب شناسی  و در سال ۱۳۷۵ موفق به اخذ دکترای زمین‌شناسی کواترنر  گردید. وی در سال ۱۳۵۶ به عنوان کارشناس ژئومتری در مرکز باستان شناسی ایران مشغول به کار شد و در سال ۱۳۶۳ برای ادامه تحقیقات در زمینه زمین‌شناسی کواترنر که پایه و اساس زلزله و زمین‌شناسی مهندسی می‌باشد، به سازمان زمین‌شناسی و اکتشافات معدنی کشور انتقال یافت. ابتدا به عنوان کارشناس مسئول اکیپ‌های صحرایی کار خود را آغاز نمود و در سال ۱۳۷۲ سازمان زمین‌شناسی مرکز شیراز را بنیان‌گذاری نمود و حدود ۱۳ سال مدیریت این بخش را عهده‌دار بود. در سال ۱۳۷۸ به عضویت هیئت علمی رسمی پژوهشکده علوم زمین درآمد و در سال ۱۳۸۶ با درجهٔ دانشیاری بازنشسته گردید.